# Izolowanie stanowiska
Izolowanie stanowiska – forma ochrony przeciwporażeniowej wchodząca w skład ochrona przed dotykiem pośrednim (ochrona dodatkowa). Polega ona na pokryciu stanowiska pracy warstwą z materiału izolacyjnego. W otoczeniu miejsca pracy nie mogą znajdować się przedmioty będącymi dostępnymi przewodzącymi częściami obcymi. Na stanowisku izolowanym można zastosować nieuziemione połączenia wyrównawcze. Stanowisko izolowane musi spełniać warunki: części przewodzące dostępne w odległości mniejszej niż 2 metry muszą być oddzielone przeszkodą ochronną; podłoga i ściany są tak izolowane, że w każdym punkcie rezystancja izolacji jest większa od 50 kΩ dla napięcia do 500 V i 100 kΩ dla napięcia do 1000 V.